# Zamboangahalvön

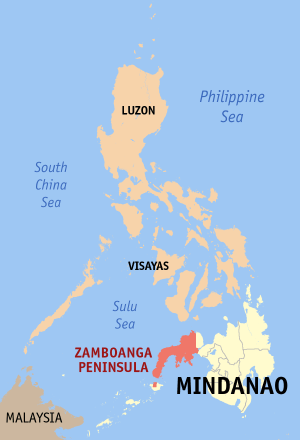
Regionen Zamboangahalvöns läge.

Zamboangahalvön är en halvö och en region i Filippinerna. Regionen (region IX) har 3 219 300 invånare (2006) och en yta på 14 810,7 km² och är belägen på ön Mindanao i sydvästra Filippinerna. Zamboangahalvön ligger mellan Morobukten i Sulawesisjön och Sulusjön. Längs halvöns kuster finns många vikar och öar. Regionen kallades fram till 2001 för Västra Mindanao.
Halvön förbinds med de centrala delarna av Mindanao via en smal landremsa mellan Panquilviken och Pagadianviken. Gränsen mellan halvön och huvudön markeras (om än artificiellt) av gränsen mellan provinsen Zamboanga del Sur i regionen Zamboangahalvön och provinsen Lanao del Norte i regionen Norra Minandao. 
Regionen består av de tre provinserna Zamboanga del Norte, Zamboanga del Sur och Zamboanga Sibugay. Regionen inkluderar även staden Isabela på ön Basilan, som valt att stå utanför regionen Muslimska Mindanao trots att den är administrativ huvudort för provinsen Basilan som är belägen i denna region.
Det finns fem städer i regionen: Dapitan City, Dipolog City, Isabela, Pagadian City och Zamboanga City. Regionhuvudstad är Pagadian City.
Under perioden mellan 1975 och 1989 var regionen indelad i två underregioner, där den ena (Underregion IX-A) bestod av Basilan, Sulu och Tawi-Tawi, och den andra (Underregion IX-B) av Zamboanga del Norte och Zamboanga del Sur. Under denna period fanns inte Zamboanga Sibugay.
Bland språk som talas i regionen finns chavacano, cebuano, filipino, engelska och spanska.